# Округ Вебстер (Западна Вирџинија)
Округ Вебстер (енгл. Webster County) је округ у америчкој савезној држави Западна Вирџинија.

## Демографија
По попису из 2010. године број становника је 9.154, што је 565 (-5,8%) становника мање него 2000. године.
| Група             | 2000.         | 2010.         |
| Белци             | 9.605 (98,8%) | 8.989 (98,2%) |
| Афроамериканци    | 1 (0,0%)      | 14 (0,2%)     |
| Азијати           | 6 (0,1%)      | 5 (0,1%)      |
| Хиспаноамериканци | 36 (0,4%)     | 48 (0,5%)     |
| Укупно            | 9.719         | 9.154         |